# Sporobolus pungens
Espèce
Statut de conservation UICN

 LC  : Préoccupation mineure
Sporobolus pungens est une espèce de la famille des Poaceae.

## Systématique
Le nom correct complet (avec auteur) de ce taxon est Sporobolus pungens (Schreb.) Kunth.
L'espèce a été initialement classée dans le genre Agrostis sous le basionyme Agrostis pungens Schreb..
Ce taxon porte en français le nom vernaculaire ou normalisé suivant : Sporobole piquant,.
Sporobolus pungens a pour synonymes :
- Agrostis arenaria Gouan
- Agrostis glaucescens Don
- Agrostis glaucescens Don ex Hook., 1821
- Agrostis lobata Sinclair, 1824
- Agrostis pungens Schreb.
- Agrostis stolonifera subsp. pseudopungens (Lange) Vasc., 1974
- Agrostis stolonifera var. arenaria (Gouan) Dobignard & Portal
- Agrostis stolonifera var. maritima Jansen & Wacht.
- Phalaris disticha Forssk.
- Podosemum pungens (Schreb.) Link
- Sporobolus arenarius (Gouan) Duval-Jouve
- Sporobolus purgans Griseb.
- Sporobolus virginicus var. arenarius (Gouan) Maire
- Vilfa arenaria (Gouan) Trin.
- Vilfa pungens (Schreb.) P.Beauv.